# Enzo Trinidad
Enzo Gabriel Trinidad (Máximo Paz, Provincia de Buenos Aires, Argentina, 19 de septiembre de 1996) es un futbolista argentino. Juega como centrocampista en Club Nacional de la Primera División de Paraguay.

## Trayectoria

### Banfield
Debutó el 31/3/2014 contra Patronato de Paraná a manos de Matias Almeyda siendo reemplazante de Omar Zarif, jugó unos minutos para ayudar al centro de Banfield.El partido terminaría 2 a 0 a favor de Banfield. En esa campaña el equipo terminaría siendo campeón.
En el Torneo 2014 marcaría su primer gol en la segunda fecha donde Banfield perdería 3-2 ante Defensa y Justicia. También marcaría en el empate 2-2 por la fecha 10 ante Belgrano.
En el torneo 2015 no jugaría mucho, solo 5 partidos jugaría sin marcar goles.

### Préstamo en Brown
En el 2016 se confirma su préstamo al Club Atlético Brown por un año.

### Paraguay
El 6 de enero de 2023 fichó en el Club Nacional de la Primera División de Paraguay.

## Clubes
| Club                      | País      | Año           | PJ | Goles |
| ------------------------- | --------- | ------------- | -- | ----- |
| Banfield                  | Argentina | 2014-2016     | 23 | 2     |
| Brown de Adrogué (Cedido) | Argentina | 2016-2017     | 13 | 0     |
| Tristán Suárez            | Argentina | 2017-2019     | 42 | 6     |
| Atlanta                   | Argentina | 2019-2021     | 14 | 0     |
| Club Flandria             | Argentina | 2021-2022     | 48 | 4     |
| Club Nacional             | Paraguay  | 2023-presente |    |       |

## Palmarés

### Títulos nacionales
| Título             | Club     | País      | Año     |
| ------------------ | -------- | --------- | ------- |
| Primera B Nacional | Banfield | Argentina | 2013/14 |